# Saint-Martin-le-Nœud
Saint-Martin-le-Nœud è un comune francese di 1 096 abitanti situato nel dipartimento dell'Oise della regione dell'Alta Francia.

## Società

### Evoluzione demografica
Abitanti censiti